# シェッド水族館

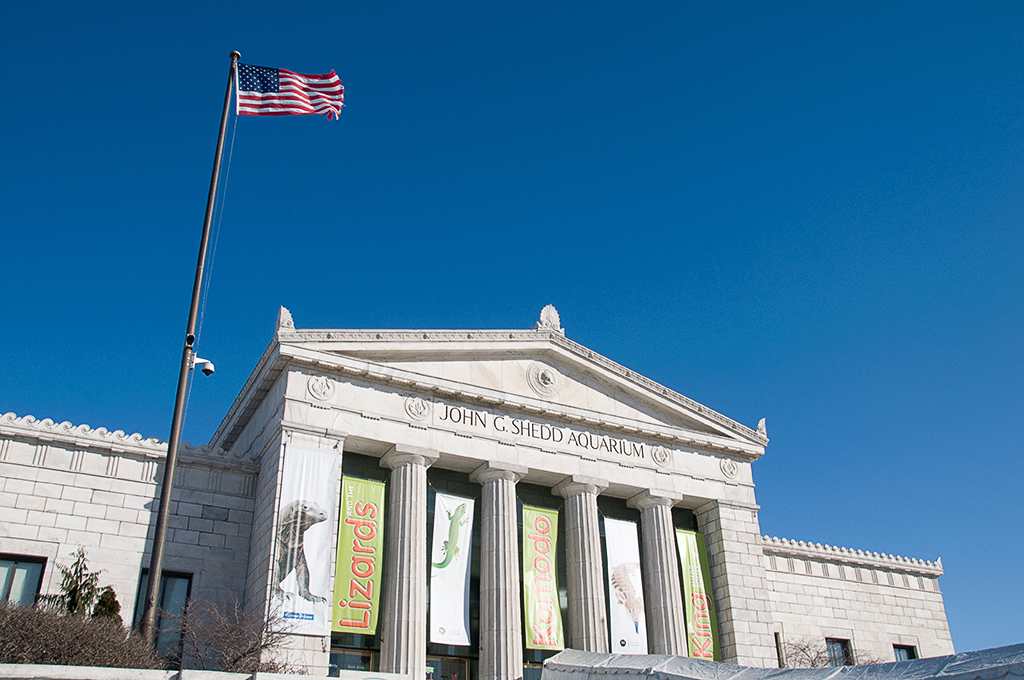
ジョン・G・シェッド水族館

シェッド水族館（ジョン・G・シェッド水族館、John G. Shedd Aquarium）は、アメリカ合衆国イリノイ州シカゴにある世界最大級の屋内型水族館。

## 概要
25,000匹の魚類をはじめ、海生哺乳類、鳥類、爬虫類、両生類及び昆虫を含む1500種の生物を展示。水量1900万リットルは、屋内型水族館として世界一の時期もあった。また海水魚を常設展示した最初の内陸型水族館でもある。
ミシガン湖に面するミュージアム・キャンパスに所在し、アドラー・プラネタリウム及びフィールド自然史博物館と近接する。
年間約200万人の来場者があり、米国の水族館の中で2005年・2007年の最多入場者数を誇った。シカゴの文化施設ではフィールド自然史博物館をしのぐ入場者数である。

## 歴史
シェッド水族館は、ジョン・G・シェッド (en:John G. Shedd、シカゴで当時最大の小売業者、マーシャル・フィールド社の第2代社長・会長)」からの300万ドルの寄付金を基に設置された。1927年に開始した建設作業は1929年12月19日に完成し、1930年5月30日に開館した。
当初は魚と海水の輸送に専用列車を使用しており、これは1959年まで続いた。1930年には20両のタンク車がフロリダ州キーウェストとシカゴの間を8往復し、380万リットルの海水をシェッド水族館に運んだとされる。
1933年のシカゴ万国博覧会の際には、会場のすぐ北にあったシェッド水族館も多くの外国客で賑わった。珍しい魚を展示することで同万博を訪れる1千万人の観光客をシェッド水族館に呼び寄せようと画策した当時の館長ウォルター・シュートは、シドニーからオーストラリアハイギョ2匹を購入。1匹は「グランドダッド」（おじいさん）と名付けられた。シェッド水族館は同万博の開催期間中に450万人の来場者を集めた。
1971年から人気展示の一つである「カリビアン・リーフ(Caribbean Reef)」がオープン。これは34万リットルの円形水槽でカリブ海のサンゴ礁を再現する展示である。また同年、初の研究用船舶を購入。実地調査と標本採集を行う船員が配置された。なお、1985年に現在の「コーラル・リーフII号」への買換えが行われている。
1984年から1994年まで、ジョン・シェッド・リード(en:John Shedd Reed、ジョン・G・シェッドの孫でアッチソン・トピカ・アンド・サンタフェ鉄道社長)がシェッド水族館理事会の会長を務めた。彼は2008年の死去まで、その功績により「生涯理事」の地位を与えられた。1994年から現在までの理事長(兼CEO)はテッド・A・ビーティー(Ted A. Beattie)。
1991年、「オーシャナリウム(Oceanarium)」展示開始。
2003年、最新の常設展示である「ワイルド・リーフ(Wild Reef)」がオープン。
2008年秋、水槽の漏水予防作業および運営の改善を理由として一時閉館。2009年5月の再開まで、展示生物は米国内の諸施設へ貸し出された。

## 展示
常設展示は以下の5つ。
- 「アマゾン・ライジング」(Amazon Rising) - 1階。アマゾン川と熱帯雨林(ジャングル)の展示。800平米の展示スペースの中、水に覆われたジャングルを歩き抜ける。250種の生物を展示し、最大水深は約1.8メートル。
- 「カリビアン・リーフ」(Caribbean Reef) - 1階。開館時に設置された「トロピカル・プール(Tropical Pool)」跡に1971年に設置された。ダイバーが生物と触れ合いながら観客に解説する展示が人気。34万リットルの円形水槽は1階中心部にあり、周囲から見やすい。
- 「ウォーターズ・オブ・ザ・ワールド」(Waters of the World) - 1階。「Oceans」、「Islands and Lakes」、「Rivers」、「Local Waters」の水槽から成る。
- 「オーシャナリウム」(Oceanarium) - 水上と水面下の2層から成る。カマイルカやシロイルカなどの海生哺乳類を多数展示。1100万リットルのメイン水槽「ホエール・ハーバー(Whale Harbor)」は、海生哺乳類を展示する屋内型施設としては世界最大。ここでは1999年以来3頭のシロイルカが誕生している[2]。ラッコも人気であり、そのコレクションの中心は1989年のエクソンバルディーズ号原油流出事故から救出された一団である。水上では2つの観覧席からイルカの演技が見られる。水面下ではシロイルカなどのイルカを間近に観察できる。
- 「ワイルド・リーフ」(Wild Reef) - 地下。2003年設置。280万リットルの展示水槽は、フィリピンのアポ島保護水域を元に同国のサンゴ礁を再現し、生きたサンゴや多種の魚・エイ、そしてサメを取り揃えている。サメの150万リットル水槽は最大の目玉で、3.7メートルの高さの曲面ガラスを通じてダイバーの視点を楽しめる。また海水の水槽展示エリアではサンゴの保全目的での繁殖・育成が行われている。

非常設展示
- 「Lizards and the Komodo King」(2008年夏) - 「ファウスト」と名づけられたコモドオオトカゲを展示。

## 表彰
動物園水族館協会(en:Association of Zoos and Aquariums)の展示賞(Exhibit Award)を下記の3年度で受賞している。
- 「シーホース・シンフォニー(Seahorse Symphony)」 - 1999年
- 「アマゾン・ライジング」 - 2001年
- 「ワイルド・リーフ」 - 2004年(Significant Achievement賞)

## 建築
シェッド水族館は建築でも有名である。建築設計事務所グラハム・アンダーソン・プロブスト・アンド・ホワイト(en:Graham, Anderson, Probst & White)による基本デザインは、ミュージアム・キャンパスの他の建築物と調和するように、古典ギリシア建築(正確にはボザール様式)から取られた。
水族館中心部の建物は八角形で、ドーム屋根を持ち、正面にドーリア式の柱と正面階段を備える。水のモチーフがあらゆる箇所で使われ、カメの甲羅、イルカ、タコ、波、ポセイドンの三叉槍などが建物の内部や外部の随所に見られる。
既存の内陸水族館であったデトロイトのベルアイル水族館(en:Belle Isle Aquarium)をふまえ、マリー・チェイス・ペリー・ストラットン(en:Mary Chase Perry Stratton)のデザインと彼女自身が特製したポワビック・ポッタリー(en:Pewabic Pottery)のタイルがふんだんに使われている。
「オーシャナリウム」はより現代的な太平洋岸北西部を表す様式で仕上げられつつ、建物の古い部分とも調和している。メイン水槽「ホエール・ハーバー」後ろのガラス壁越しにはミシガン湖を見渡せる。

## ギャラリー

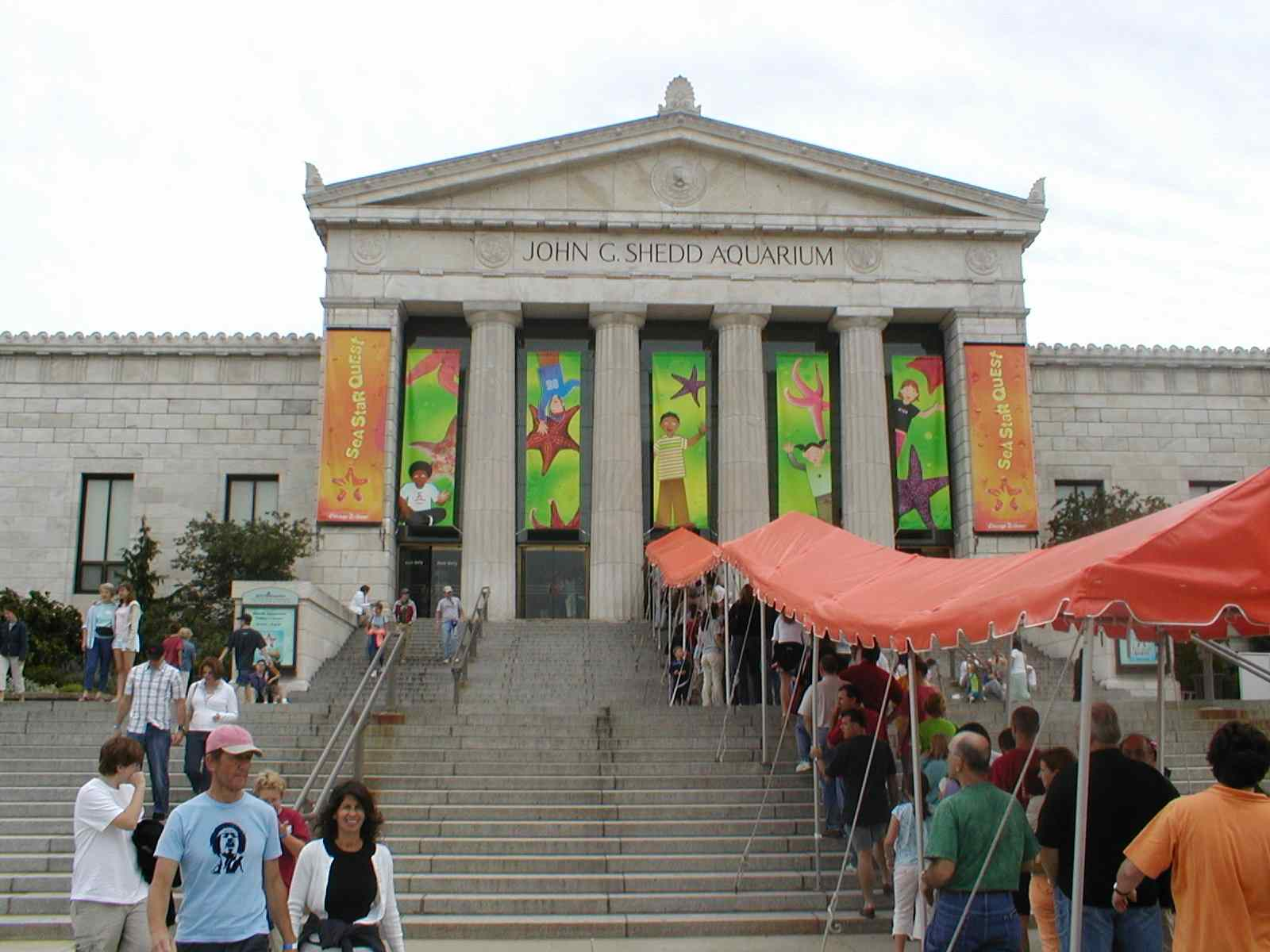
夏の観光客の行列
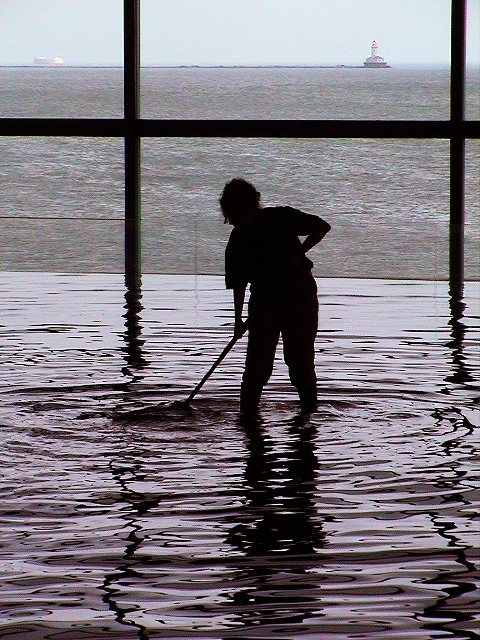
水槽の清掃
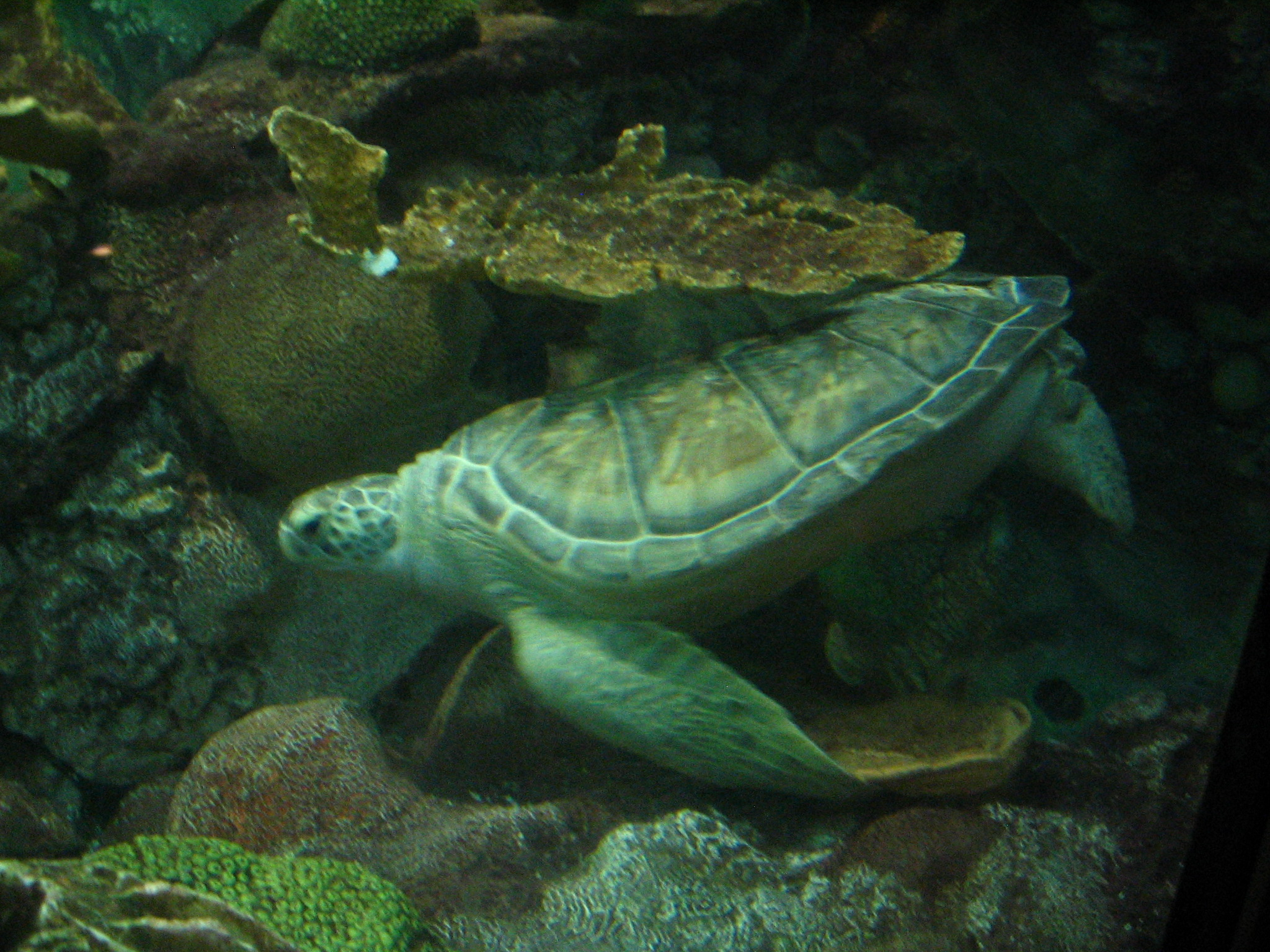
アオウミガメの「ニッケル」君
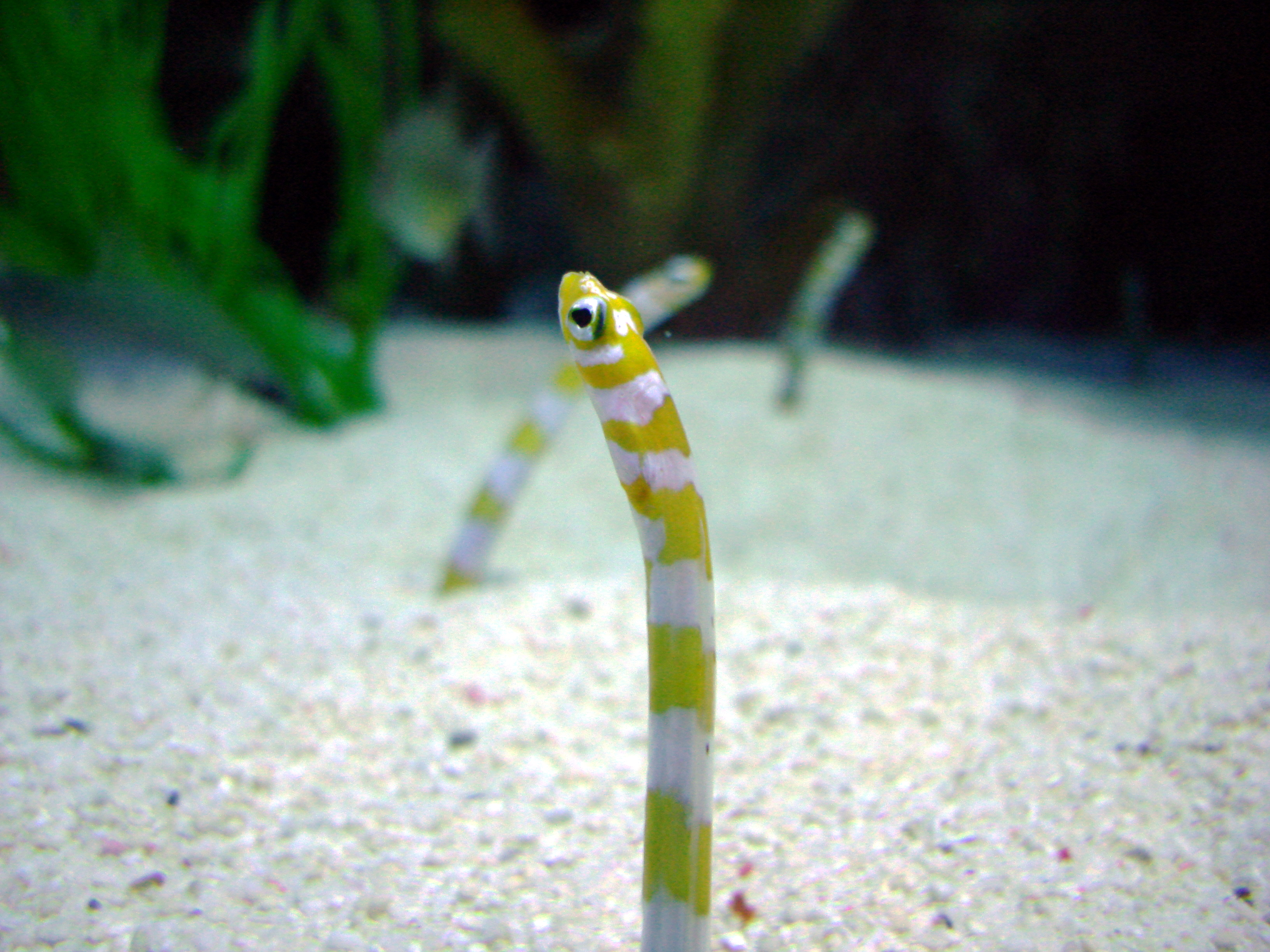
チンアナゴ類の展示
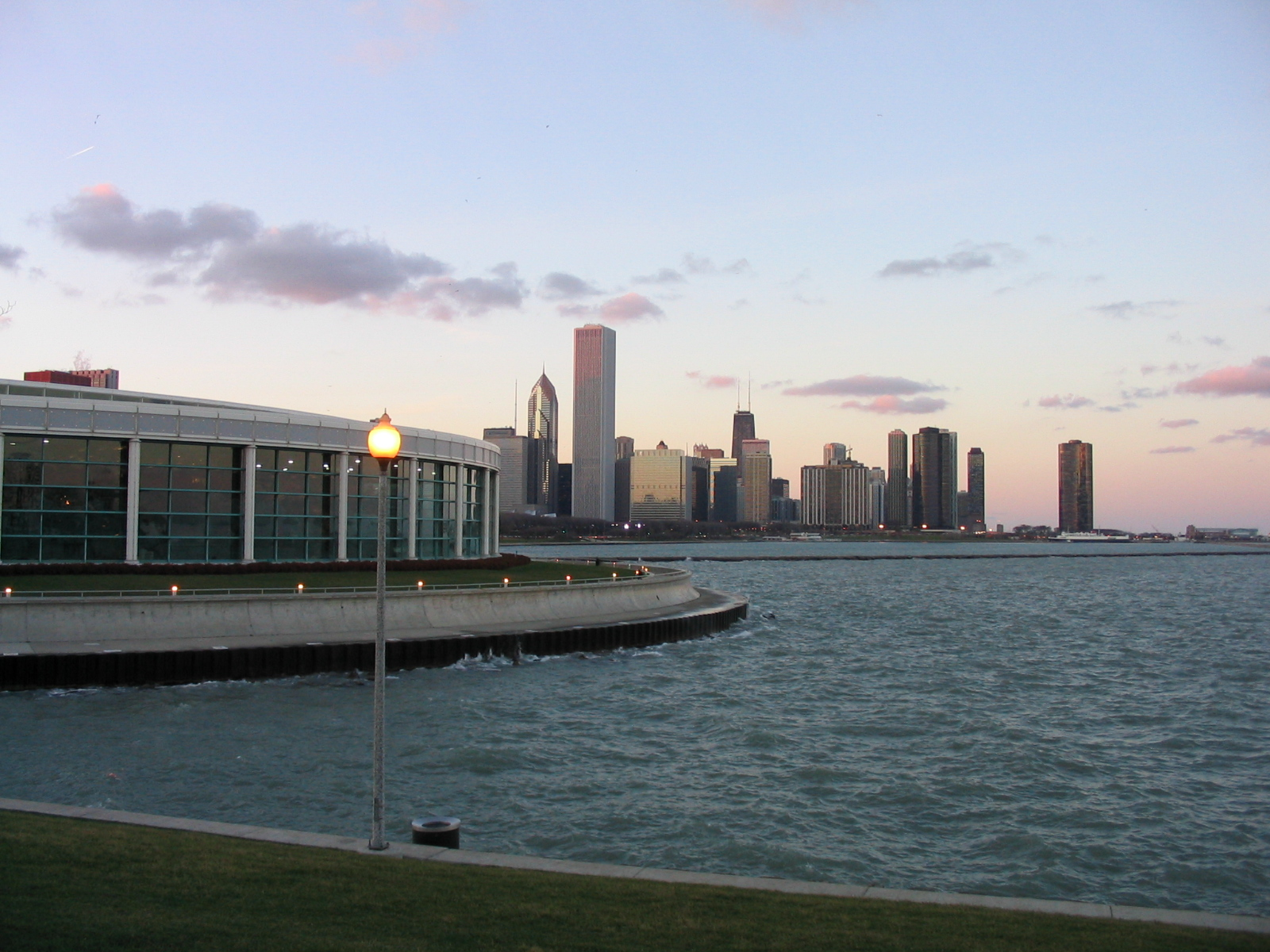
ダウンタウンを遠景に
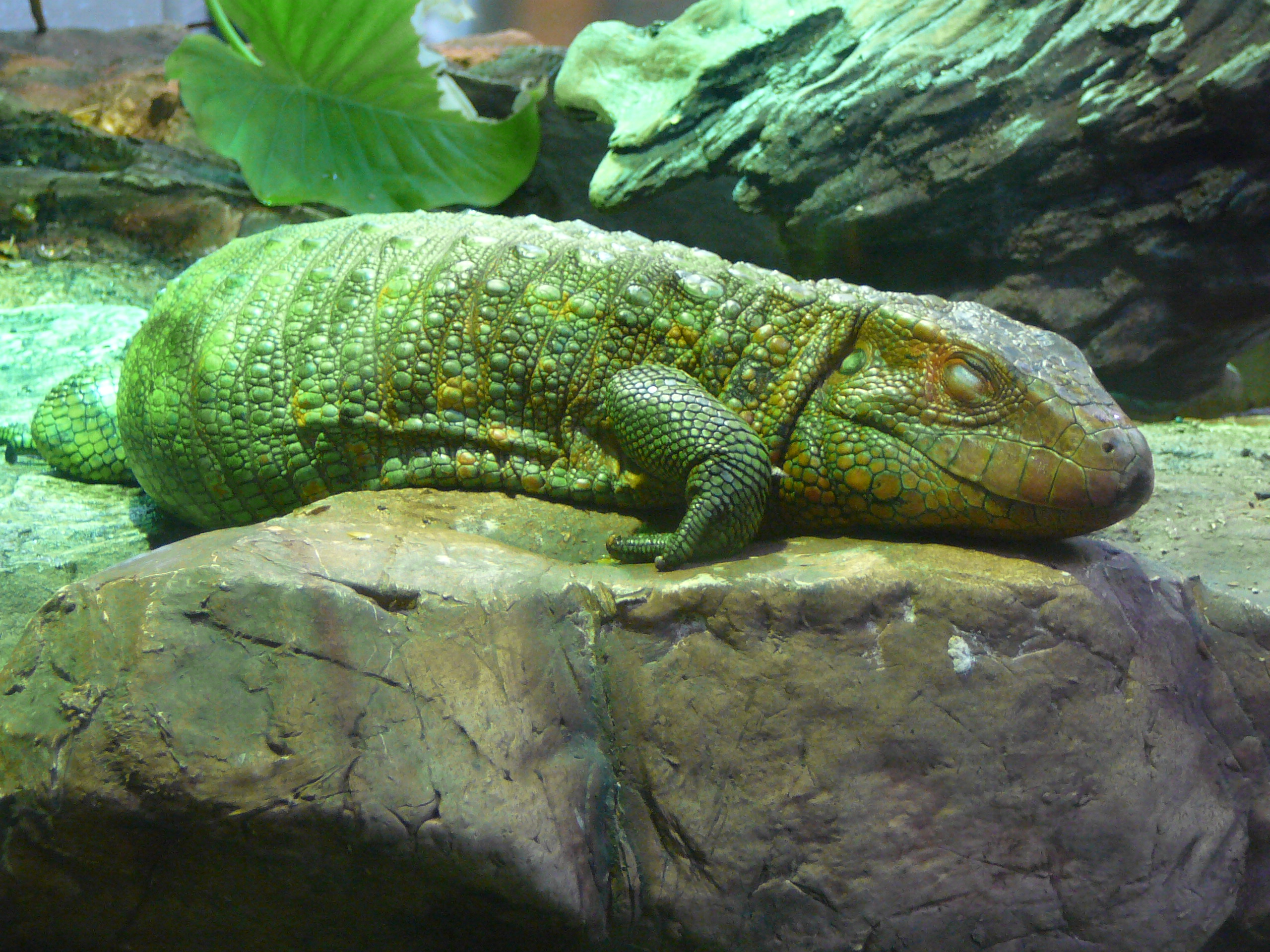
ケイマンリザード
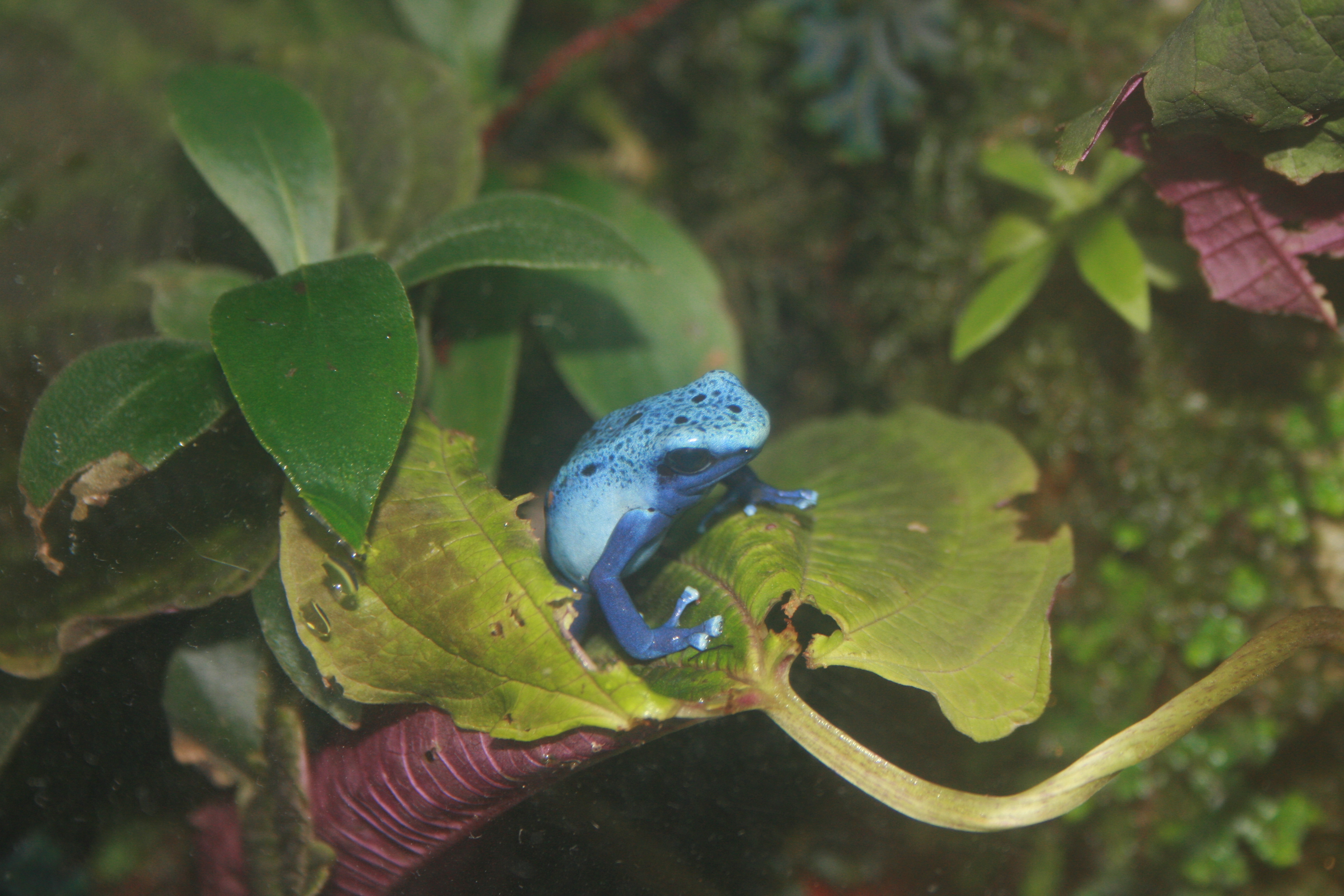
コバルトヤドクガエル
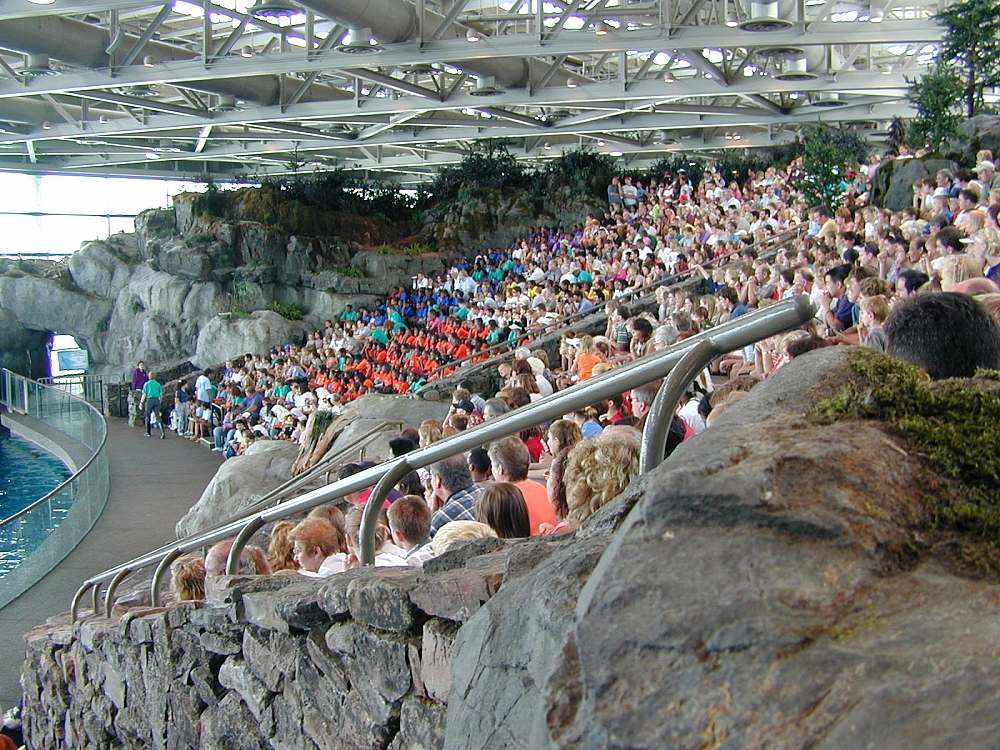
イルカショーの観客